# Soledad Acerenza
Soledad Acerenza (* 15. Januar 1966) ist eine ehemalige uruguayische Leichtathletin.

## Karriere
Acerenza war in den Laufwettbewerben auf den Sprint- und Mittelstrecken aktiv. Sie gewann bei den Leichtathletik-Juniorensüdamerikameisterschaften 1985 Bronze über 200 Meter hinter ihrer zweitplatzierten Schwester Claudia Acerenza. Im Folgejahr nahm sie mit der uruguayischen Mannschaft an den Südamerikaspielen 1986 in Chile teil. Bei den Spielen holte sie mit der der 4-mal-100-Meter-Staffel und der 4-mal-400-Meter-Staffel jeweils die Goldmedaille. In den Einzelwettbewerben sicherte sie sich Bronze über 200 Meter. 1987 gehörte sie dem Aufgebot bei den Panamerikanischen Spielen in Indianapolis an. Dort belegte sie mit der 4-mal-400-Meter-Staffel den 6. Platz. Im selben Jahr erlief sie bei den Südamerikameisterschaften 1987 in São Paulo Bronze über 400 Meter. Auch war sie Kadermitglied bei den Südamerikaspielen 1990. Bei diesen Spielen in Peru gewann sie erneut Gold sowohl mit dem 100-Meter- als auch dem 400-Meter-Staffelquartett. 1991 erreichte sie als Mitglied der uruguayischen Delegation bei den Panamerikanischen Spielen in Havanna in der Einzelkonkurrenz über 800 Meter den 13. Rang und platzierte sich mit der Staffel auf der 400-Meter-Strecke auf der 6. Position des Endklassements.
Acerenza ist auch heute (Stand: 15. Juni 2015) noch Mitinhaberin des uruguayischen Landesrekords der 4-mal-400-Meter-Staffel. An diesem wirkte sie als Mitglied der Nationalstaffel am 30. Juni 1991 in Manaus mit, die eine Zeit von 3:40,19 Min. für die Distanz benötigte. Ebenfalls Gültigkeit hat der nationale Rekord der 4-mal-100-Meter-Staffel. Mit der aus Claudia Acerenza, Marcela Tiscornia, Margarita Martirena und ihr bestehenden Nationalstaffel lief sie am 16. Juli 1992 bei den Iberoamerikanischen Meisterschaften in Sevilla eine Zeit von 46,51 Sekunden.

## Erfolge
- 1. Platz Südamerikaspiele 1986 - 4 × 100-m-Staffel + 4 × 400-m-Staffel
- 3. Platz Südamerikaspiele 1986 - 200 Meter
- 3. Platz Südamerikameisterschaften 1987 - 400 Meter
- 1. Platz Südamerikaspiele 1990 - 4 × 100-m-Staffel + 4 × 400-m-Staffel

## Persönliche Bestleistungen
- 800 Meter: 2:08,99 Min., 28. Juni 1991, Manaus[1]